# IC 5201
IC 5201 est une galaxie spirale barrée située dans la constellation de la Grue. Sa vitesse par rapport au fond diffus cosmologique est de 698 ± 15 km/s, ce qui correspond à une distance de Hubble de 10,3 ± 0,8 Mpc (∼33,6 millions d'al). Cette galaxie a été découverte par l'astronome sud africain Joseph Lunt (de).

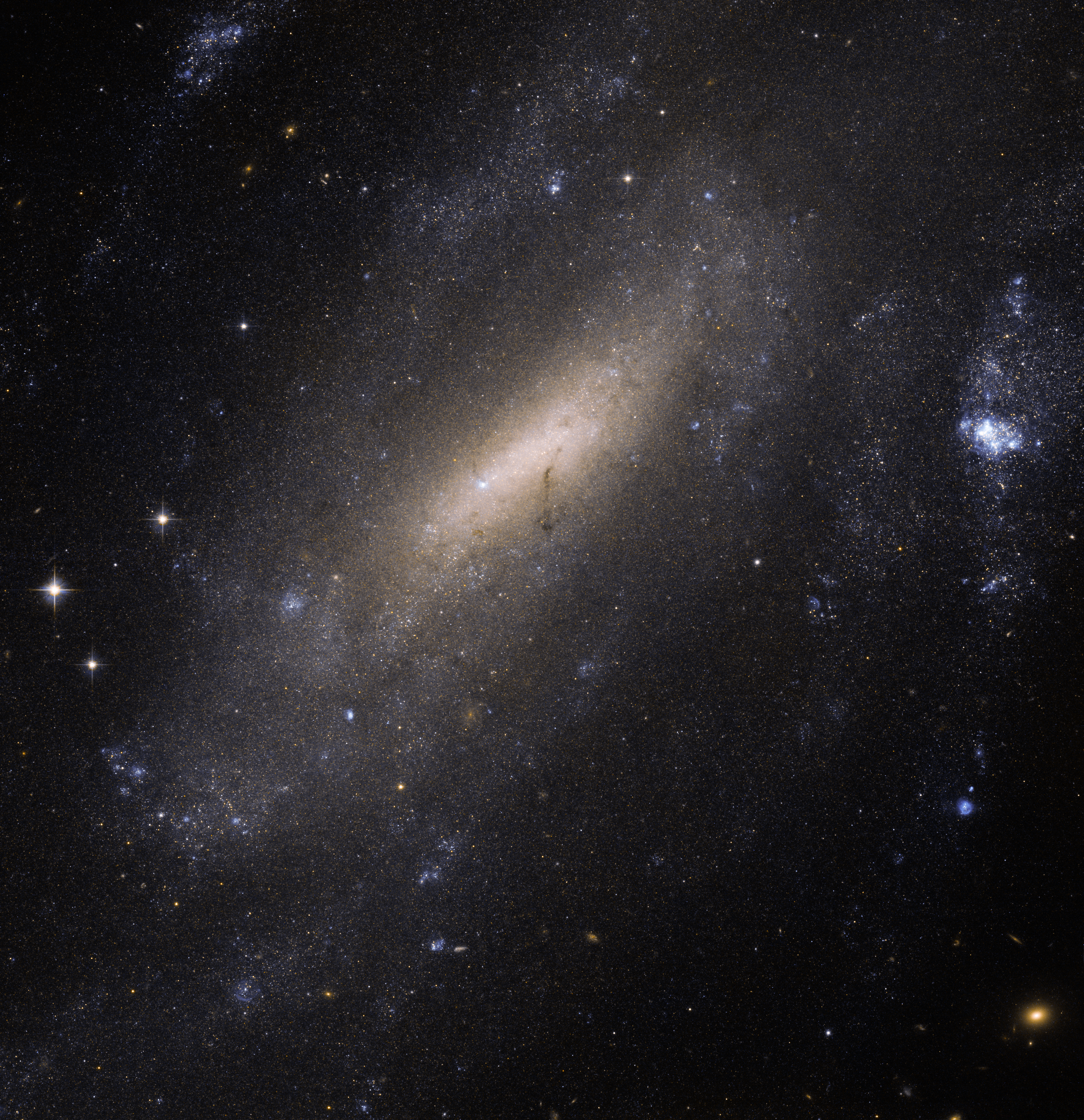
IC 5201 par le télescope spatial Hubble.

En raison d'une brillance de surface égale à 14,50 mag/am2, on peut qualifier IC 5201 de galaxie à faible brillance de surface (LSB en anglais pour low surface brightness). Les galaxies LSB sont des galaxies diffuses (D) avec une brillance de surface inférieure de moins d'une magnitude à celle du ciel nocturne ambiant.
La classe de luminosité d'IC 5201 est III-IV et elle présente une large raie HI. C'est aussi une galaxie active de type Seyfert 2.
À ce jour, deux douzaines de mesures non basées sur le décalage vers le rouge (redshift) donnent une distance de 11,216 ± 5,494 Mpc (∼36,6 millions d'al), ce qui est à l'intérieur des valeurs de la distance de Hubble.

## Groupe de NGC 7213

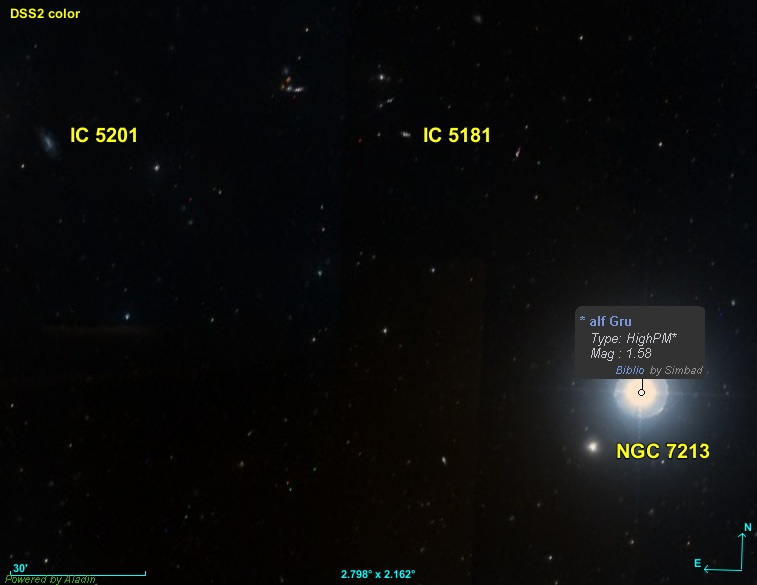
Les trois galaxies du groupe d'IC 5201 selon Huchra et Geller.

Selon Huchra et Geller, IC 5201 avec les galaxies NGC 7213 et IC 5181 ferait partie d'un trio. Il s'agit d'une erreur car IC 5201 est beaucoup plus près de la Voie lactée que les deux autres galaxies.
Notons cependant que NGC 7213 possède sans doute comme galaxie compagne LEDA 130726, située au nord-est. Sa distance de Hubble est égale à 23,36 ± 1,66 Mpc (∼76,2 millions d'al), ce qui suggère que les deux galaxies forment bien une paire réelle. Auquel cas, il y aurait possiblement un trio de galaxies, le groupe de NGC 7213, mais sans IC 5201.